# Olivia Smoliga
Olivia Smoliga (Glenview (Illinois), 12 oktober 1994) is een Amerikaanse zwemster. Ze vertegenwoordigde haar vaderland op de Olympische Zomerspelen 2016 in Rio de Janeiro.

## Carrière
Bij haar internationale debuut, op de wereldkampioenschappen kortebaanzwemmen 2012 in Istanboel, veroverde Smoliga de wereldtitel op de 100 meter rugslag en behaalde ze de zilveren medaille op de 50 meter rugslag. Op de 4x100 meter wisselslag legde ze samen met Jessica Hardy, Claire Donahue en Megan Romano beslag op de bronzen medaille. Samen met Lia Neal, Allison Schmitt en Shannon Vreeland zwom ze in de series van de 4x100 meter vrije slag, in de finale sleepten Neal en Schmitt samen met Megan Romano en Jessica Hardy de wereldtitel in de wacht. Voor haar inspanningen in de series werd Smoliga beloond met de gouden medaille.
Op de Pan-Amerikaanse Spelen 2015 in Toronto veroverde de Amerikaanse de zilveren medaille op de 100 meter rugslag.
Tijdens de Olympische Zomerspelen van 2016 in Rio de Janeiro eindigde Smoliga als zesde op de 100 meter rugslag. Op de 4x100 meter wisselslag zwom ze samen met Katie Meili, Kelsi Worrell en Abbey Weitzeil in de series, in de finale legden Kathleen Baker, Lilly King, Dana Vollmer en Simone Manuel beslag op de gouden medaille. Voor haar aandeel in de series ontving Smoliga eveneens de gouden medaille.

## Internationale toernooien
| Jaar | Olympische Spelen                                                  | WK langebaan  | WK kortebaan                                                                                      | PanPacs       | Pan-Ams      |
| ---- | ------------------------------------------------------------------ | ------------- | ------------------------------------------------------------------------------------------------- | ------------- | ------------ |
| 2012 | geen deelname                                                      |               | 50m rugslag · 100m rugslag · 4x100m vrije slag · Smoliga zwom enkel de series · 4x100m wisselslag |               |              |
| 2013 |                                                                    | geen deelname |                                                                                                   |               |              |
| 2014 |                                                                    |               | geen deelname                                                                                     | geen deelname |              |
| 2015 |                                                                    | geen deelname |                                                                                                   |               | 100m rugslag |
| 2016 | 6e 100m rugslag · 4x100m wisselslag · Smoliga zwom enkel de series |               | 6-11 december                                                                                     |               |              |

## Persoonlijke records
Bijgewerkt tot en met 8 augustus 2016
Kortebaan
| Afstand         | Tijd  | Datum            | Plaats    |
| --------------- | ----- | ---------------- | --------- |
| 50m vrije slag  | 24,41 | 21 december 2013 | Glasgow   |
| 100m vrije slag | 52,74 | 20 december 2013 | Glasgow   |
| 50m rugslag     | 26,13 | 16 december 2012 | Istanboel |
| 100m rugslag    | 56,64 | 13 december 2012 | Istanboel |

Langebaan
| Afstand         | Tijd  | Datum           | Plaats         |
| --------------- | ----- | --------------- | -------------- |
| 50m vrije slag  | 24,70 | 3 juli 2016     | Omaha          |
| 100m vrije slag | 54,21 | 30 juni 2016    | Omaha          |
| 50m rugslag     | 28,34 | 10 mei 2013     | Charlotte      |
| 100m rugslag    | 58,95 | 8 augustus 2016 | Rio de Janeiro |